# Chiesa di San Pietro in Lucone
La chiesa di San Pietro in Lucone è un edificio religioso antico, situato in prossimità del cimitero di Polpenazze del Garda. Oggi la chiesa viene utilizzata per poche funzioni durante l'anno.

## Storia
Ad aula unica, esterno con facciata a capanna secondo la tipologia del romanico della zona. Rosone di un certo pregio. Del secolo XIV, confermato dal fatto che dal verbale della visita del 1743 si fa riferimento ad affreschi del 1300.
L'interno, nella parte absidale e al centro, è ricco di affreschi della scuola veronese del XIV secolo, mentre sulle pareti delle navate laterali e sui pilastri sono raffigurati degli ex voto della seconda metà del secolo XV. Da evidenziare per il pregio artistico sia l'organo in legno sia l'affresco raffigurante la Concezione della Beata Vergine (1603) attribuita a Pietro Ricchi, detto il Lucchese.
San Pietro, a cui è dedicata, oltre ad essere un santo molto venerato perché è il primo papa, è protettore dei pescatori e dei mietitori (la zona può corrispondere a queste richieste).
È stata l'antica parrocchiale, anche se non ha mai conservato il Santissimo Sacramento nel proprio tabernacolo, perché l'edificio era troppo distante dall'abitato. Infatti, la riserva eucaristica è conservata nella chiesetta di San Fermo in Castro, come risulta sia dalla visita pastorale del Barbaro nel 1454 sia da quelle di Giberti dal 1529 al 1541.
Nella prima metà del Cinquecento si trova in condizioni piuttosto indigenti, ma il vescovo preferisce che sia ampliata quella di San Fermo per rispondere alle esigenze della popolazione. Ciò segna la fine di essa come parrocchia: quella nuova è del 1588.
Nel XVIII secolo è ancora aperta al culto: permane un'officiatura quotidiana all'altare di San Rocco (lascito 1630) a significare quanto la peste abbia colpito la zona; vi sono altri sue altari: quello Maggiore e quello della Concezione di Maria.